# Юргенс, Наталья Никитична
Наталья Никитична Юргенс (14 февраля 1932, Ленинград, СССР — 30 мая 2014, Мариуполь, Украина) — советская и украинская театральная актриса, народная артистка Украинской ССР.

## Биография
Родилась 14 февраля 1932 года в Ленинграде. Многие родственники из дворян, включая отца, были репрессированы.
Во время войны пережила первый год блокады Ленинграда. Вскоре семья была эвакуирована в Таджикистан. Свою первую роль она сыграла в 16 лет на сцене Таджикского театра оперы и балета. В 1954 году окончила Ленинабадское музыкальное училище, после которого работала в театрах Ташкента, Якутска и Сыктывкара. В 1960—1969 годах играла в Томском драматическом театре.
С 1969 года была актрисой Донецкого областного русского драматического театра (Мариуполь), где проработала 45 лет и сыграла более 150 ролей.
Скончалась 30 мая 2014 года в Мариуполе на 83-м году жизни.

### Семья
- Прадед — учёный, русский металлург и изобретатель, основоположник металлографии Дмитрий Константинович Чернов (1839—1921).
- Отец — Никита Александрович Юргенс (1906—?), дворянин, полковник, был репрессирован в 1936 году, освобождён в 1939[3].
- Сын (от первого мужа) — Никита Александрович Юргенс, преподаватель истории и правоведения.
- Второй муж — актёр Георгий Лесников (1928—1981), заслуженный артист РСФСР.
  - Дочь — актриса Дарья Юргенс (Лесникова; род. 1968), заслуженная артистка России.

## Награды и звания
- Заслуженная артистка РСФСР (15.08.1967).
- Народная артистка Украинской ССР (1976).

## Работы в театре
- «Медея» Ж. Ануя — Медея
- «Эзоп» Г. Фигейреду — Клея
- «Иркутская история» А. Арбузова — Валя
- «Бесприданница» А. Островского — Лариса Огудалова
- «Укрощение строптивой» В. Шекспира — Катарина
- «Варшавская мелодия» Л. Зорина — Гелена
- «Васса Железнова» М. Горького — Васса
- «Идиот» Ф. Достоевского — Настасья Филипповна
- «Без вины виноватые» А. Островского — Кручинина
- «Сослуживцы» Э. Брагинского, Э. Рязанова — Калугина
- «…Забыть Герострата!» Г. Горина — Клементина
- «Власть тьмы» Л. Толстого — Матрёна
- «Донна Люция» Ю. Хмельницкого — Люция
- «Бабочка…бабочка…» А. Николаи — Эдда
- «Дорогая Памела» Д. Патрика — Памела
- «Ретро» А. Галина — актриса
- «Тартюф» Ж. Б. Мольера — госпожа Пернель
- «Прощальная гастроль князя К.» по Ф. Достоевскому — Софья Карпухина
- «Рождественская сказка» Н. Птушкина — Софья Ивановна
- «Плут, богач, жена, любовник» («Каландрия») Б. Довици — Софилла
- «Оскар и Розовая дама» по пьесе Э.-Э. Шмитта (моноспектакль)
- «Живи и помни» В. Распутина